# Університет Нової Англії (Австралія)
Університет Нової Англії (англ. University of New England (UNE)) — австралійський громадський університет, у якому навчаються приблизно 18,000 студентів, що здобувають вищу освіту. Його первинне та головне університетське містечко розташовано у місті Армідейл у північній частині Нового Південного Уельса.
Університет Нової Англії — перший австралійський університет, який було відкрито поза межами столиці.
Щорічно Університет виділяє понад $ 2,5 мільйонів як стипендії, різноманітні премії тощо, а також понад $ 18 мільйонів для штатних співробітників та студентів, які задіяні у наукових дослідженнях.

## Історія
Університет первинно було сформовано 1938 року як Новий Коледж Університету Сіднея. Він став цілком незалежним у 1954.
Університет Нової Англії було реформовано двічі, починаючи з 1989. Акт 1989 створив університетську мережу, що складалася з: університетського містечка в Армідейлі, включаючи колишній Університет Нової Англії та колишнього Армідейлського коледжу вищої освіти; університетського містечка у Лісморі, включаючи колишній вищий коледж Північних Рік. Наступного року сільськогосподарський коледж приєднався до мережі Університету.
Університет Нової Англії було реформовано ще раз, після прийняття відповідного законодавства 1993 року. Цей закон передбачав скасування мережі Університету. З 1994 року має лише одне містечко у Армідейлі. На базі університетського містечка у Лісморі було створено новий Університет Південного Хреста.
У листопаді 2006 перед Університетом постала проблема плагіату, тоді університет почав провадження деяких заходів щодо збереження своєї академічної цілісності.

## Характеристики
Університет Нової Англії зберігає лідерство серед досліджень у галузі медицини.
Особливо активно, серед багатьох галузей, ідуть дослідження у аграрних науках, економіці, лінгвістиці та археології. Дотепер Університет підготував близько 700 кандидатів наук.

## Факультети і коледжі
Університет Нової Англії розділено на два основних факультети, які у свою чергу розділені на десять багато дисциплінарних коледжів. Кожен факультет очолює декан.
До складу Університету входять такі факультети та коледжі:
- Факультет мистецтв та наук
  - Школа мистецтв
  - Коледж соціальних наук
  - Школа гуманітарних наук
  - Коледж аграрних наук та оточуючого середовища
  - Школа Науки і техніки
- Факультет професій
  - Школа Бізнесу, економіки та суспільної політики
  - Школа права
  - Школа освіти
  - Школа здоров'я
  - Школа медицини[6]

Університет у дійсний час пропонує більше ніж 200 програм навчання у 23 галузях знань.

## Житлові коледжі
Університет Нової Англії має одну з найрозвиненіших житлових систем в Австралії. Близько половини його системи живуть в одному з коледжів:
- Austin
- Drummond & Smith
- Duval
- Earle Page
- Mary White
- Robb
- St. Albert

## Адміністрація

### Канцлери
- Сер Ерл Пейдж (1954—1960)
- Доктор Філіп Райт (1960—1970)
- Сер Френк Кітто (1970—1981)
- Доктор Роб Робертсон-Канінгем (1981—1993)
- Пет О'Шан (1994—2003)
- Джон Кессіді (2004—2008)
- Ричард Торбей (2008-до цього часу)

### Віце-канцлери
- Сер Роберт Маджвік (1954—1966)
- Сер Зелман Ковен (1966—1970)
- Професор Алек Лазенбі (1970—1977)
- Професор Рональд Гейтс (1977—1985)
- Професор Лоуренс Нікол (1985—1988)
- Професор Дон Макнікол (1988—1990)
- Професор Роберт Сміт (1990—1994)
- Професор Брюс Том (1994—1996)
- Професор Інгрід Мойсей (1997—2006)
- Професор Алан Петтігрю (2006—2010)
- Професор Джеймс Барбер (чинний)

## Випускники
Понад 75,000 осіб зараз мають диплом Університету Нової Англії, як у Австралії, так і за її межами. Вихованці Університету часто проявляють активність в житті ’’Alma Mater’’, що дозволяє закладові продовжувати розширення своєї роботи..